# 重力単位系
重力単位系（じゅうりょくたんいけい、英: en:Gravitational metric system）とは、質量の代わりに重量（力）を基本単位として用いる、今日では非標準の単位系である。

## 定義
国際単位系 (SI) やCGS単位系では、力の計量単位は質量の単位（kgやg）と長さの単位（mやcm）をかけたものを時間の単位（s）の 2 乗で割った組立単位（kg·m/s2 や g·cm/s2）として定義される。それに対し、重力単位系では、ある質量（その質量の大きさは単位系に含まれない。）にその地域における重力または標準重力加速度 (9.80665 m/s2, 196133/6096 ft/s2) が及ぼす力を基本単位とする。
国際単位系（SI） では、重力単位系の単位は採用されておらず、ほとんどの国でも、公式の計量単位としては採用されていない。しかし、使い慣れている、直感的に理解しやすいなどの理由で今日でも非公式に使用されている分野がある。
日本では、1999年10月以降は、重力単位系に属するすべての計量単位は、法定計量単位ではなくなり取引・証明に用いることは禁止されたので、これ以降は使われていない（計量法に基づく計量単位一覧#廃止された法定計量単位）。
重力単位系の力の単位は、単位質量にかかる重力として定義され、その質量の単位名称の前に「重量（じゅうりょう）」か「重力（じゅうりょく）」をつけるか、後に「重（じゅう）」をつけて単位名称とする。英語では、質量の単位名称の後に -force を付ける。重量グラムには「ポンド」 (pound, 記号:p) の別名がある。単位記号は、質量の単位記号の後に w (weight) か f (force) を付ける。ただしこれらの記号は英語に基づいており、必ずしも国際的には通用しない。以下に示す換算値は、標準重力加速度によるものである。
重量グラム（重力グラム、グラム重、ポンド）
1 gf = 1 p = 9.80665 g·m/s2 = 980.665 g·cm/s2 = 980.665 dyn
重量キログラム（重力キログラム、キログラム重、キロポンド）
1 kgf = 1 kp = 9.80665 kg·m/s2 = 9.80665 N
重量ポンド（重力ポンド、ポンド重）
1 lbf = 196133/6096 lb·ft/s2 = 196133/6096 pdl

## 組立単位の導出

### 質量
SIなど一般的な単位系では、力は運動方程式
{\displaystyle F=ma\,}
に基づき質量と加速度から作られる組立単位だが、重力単位系では逆に、質量が
{\displaystyle m=F/a\,}
に基づき力と加速度から作られる組立単位となる。
ヤード・ポンド法（欧州ではヤード・ポンド法でなくフート・ポンド法とは呼んでいる）の重力単位系において、力の単位（重量ポンド）から組立てた質量の単位をスラグ (slug) という。1 スラグは 1 重量ポンドの力によって 1 フィート毎秒毎秒の加速度が生じる質量 (lbf·s2/ft) と定義される。1 スラグは約 32.17405 ポンドである。
メートル法のMKS重力単位系における質量の単位は、上記のスラグの定義をメートル法に置き換えたもの(kgf·s2/m) で、メトリックスラグ (metric slug)、mug、TME (独: technische Masseneinheit）と呼ばれる。1 メトリックスラグは正確に 9.80665 キログラムである。メートルスラグには hyl という別名もあるが、この名称は cgs重力単位系のgf·s2/m (= 9.80665 g) の意味にも用いられる。

### 圧力
力を面積で除すると圧力となる。重量キログラム毎平方センチメートル (kgf/cm2) には工学気圧 (at) という単位名称がある。
- 1 at := 1 kgf/cm² = 10 000 × gn kg/m² = 98 066.5 kg/(m·s²) = 98.066 5 kPa

### エネルギー
力に長さをかけるとエネルギーとなる。重力単位系のエネルギーの単位に固有の名称がつけられていないが、英語圏では、キロポンド（重量キログラム）にメートルをかけた単位 (kp·m) が、中点を入れずに kpm と書かれることがある。
- 1 kpm := 1 kgf·m = gn kg·m = 9.806 65 kg·m²/s² = 9.806 65 J

### 仕事率（工率）
単位時間あたりのエネルギーの消費あるいは別の形態のエネルギーに変換する仕事を仕事率、工率と称する。
19世紀のフランスでは、ポンスレ (poncelet, 記号: pq) という仕事率の単位が使用されていた。1 ポンスレは、1 キンタル (= 100 kg) の質量のものを 1 メートル毎秒の速度で垂直に持ち上げる仕事率と定義される。仏馬力 (PS) は、その 3/4 である。
- 1 pq := 100 kgf·m/s = 100 × gn kg·m/s = 980.665 kg·m²/s³ = 0.980 665 kW
- 1 PS := 3/4 pq = 75 kgf·m/s = 75 × gn kg·m/s = 735.498 75 kg·m²/s³ = 0.735 498 75 kW

| 基本単位   | 力・長さ・時間  | 力・長さ・時間  | 重さ・長さ・時間   | 重さ・長さ・時間   | 質量・長さ・時間 | 質量・長さ・時間 | 質量・長さ・時間 | 質量・長さ・時間 |
| ---------- | --------------- | --------------- | ------------------ | ------------------ | ---------------- | ---------------- | ---------------- | ---------------- |
| 力 (F)     | F = m⋅a = w⋅a/g | F = m⋅a = w⋅a/g | F = m⋅a/gc = w⋅a/g | F = m⋅a/gc = w⋅a/g | F = m⋅a = w⋅a/g  | F = m⋅a = w⋅a/g  | F = m⋅a = w⋅a/g  | F = m⋅a = w⋅a/g  |
| 重さ (w)   | w = m⋅g         | w = m⋅g         | w = m⋅g/gc ≈ m     | w = m⋅g/gc ≈ m     | w = m⋅g          | w = m⋅g          | w = m⋅g          | w = m⋅g          |
| 単位系     | BG              | GM              | EE                 | M                  | AE               | CGS              | MTS              | SI(MKS)          |
| 加速度 (a) | ft/s2           | m/s2            | ft/s2              | m/s2               | ft/s2            | Gal              | m/s2             | m/s2             |
| 質量 (m)   | slug            | slug            | lbm                | kg                 | lb               | g                | t                | kg               |
| 力 (F)     | lb              | kgf             | lbF                | kgf                | pdl              | dyn              | sn               | N                |
| 圧力 (p)   | lb/in2          | at              | PSI                | atm                | pdl/ft2          | Ba               | pz               | Pa               |

1. ↑  Lindeburg, Michael R. (2011). Civil Engineering Reference Manual for the Pe Exam (英語). Professional Publications. ISBN 1591263417。
2. ↑  Wurbs, Ralph A. Fort Hood Review Sessions for Professional Engineering Exam (PDF). 2011年8月15日時点のオリジナル (PDF)よりアーカイブ。2011年10月26日閲覧。